# Agave vivipara
Agave vivipara L. – gatunek rośliny z rodziny szparagowatych (Asparagaceae s.l.) z podrodziny agawowych (Agavoideae Herbert). Występuje naturalnie w Meksyku, Gwatemali, Salwadorze, Nikaragui, Kostaryce oraz Panamie.

## Morfologia
PokrójDorasta do 1–1,5 m wysokości i 1,5–3 m szerokości. Swobodnie odrastająca.
LiścieSkupione są w rozecie liściowej. Mają liniowy lub lancetowaty kształt. Dorastają do 60–120 cm długości i 3,5–10 cm szerokości. Mają jasnozieloną lub sinoszarą barwę. Brzegi liści są ząbkowane – pojedyncze ząbki mają 2–5 mm długości i znajdują się w odległości 10–20 mm od siebie.
KwiatyZebrane w kwiatostanach o wysokości 3–5 m. Głąbik ma wąsko trójkątne podsadki. Wiechy mają po 10–20 baldaszkowatych gałązek znajdujących się w ⅓ górnej części głąbika. Kwiaty mają 5–6,5 cm długości. Osadzone są na krótkich szypułkach. Mają zielonożółtą barwę. Okrywa ma kształt tubki o długości 8–16 mm. Płatki i działki kielicha są nierówne. Mają 18–24 mm długości, z tępym, osłoniętym wierzchołkiem. Nitka pręcika ma 35–45 mm długości, natomiast pylniki dorastają do 20–30 mm długości. Zalążnia ma wielkość 20–30 mm.
OwoceTorebki o szeroko jajowatym kształcie z nierówną wypustką. Mają 5 cm długości. Nasiona dorastają do 9–12 mm długości i 7–8 mm szerokości. Mają czarną, matową barwę.

## Systematyka
Odnotowano znaczne pomieszanie taksonów Agave vivipara z Agave angustifolia. Niektóre źródła traktują Agave angustifolia jako odrębny gatunek, inne natomiast jako synonim Agave vivipara. 
Wyodrębniono 5 podgatunków:
- Agave vivipara var. deweyana (Trel.) P.I.Forst.
- Agave vivipara var. letonae (F.W.Taylor ex Trel.) P.I.Forst.
- Agave vivipara var. nivea (Trel.) P.I.Forst.
- Agave vivipara var. rubescens (Salm-Dyck) P.I.Forst.
- Agave vivipara var. sargentii (Trel.) P.I.Forst.

## Zastosowanie
Z tego gatunku wytwarza się bacanorę. Jest to mocny alkohol produkowany w meksykańskim stanie Sonora.